# 256-та фольксгренадерська дивізія (Третій Рейх)
256-та фольксгренадерська дивізія (Третій Рейх) (нім. 256. Volksgrenadier-Division) — піхотна дивізія народного ополчення (фольксгренадери) вермахту за часів Другої світової війни.

## Історія
256-та фольксгренадерська дивізія сформована 17 вересня 1944 року на навчальному центрі «Кенігсбрюк» (нім. Truppenübungsplatz Königsbrück) у IV військовому окрузі за рахунок підрозділів 568-ї фольксгренадерської дивізії, яка у свою чергу формувалася на базі розгромленої на Східному фронті 256-ї піхотної дивізії.
25 вересня 1944 року дивізія була переведена до Гронінгена для подальшого навчання. З жовтня 1944 дивізія була включена в резерв групи армій «B» у районі Тілбурга. Перше розгортання дивізії відбулося в районі між Тюрнгаутом і Гертогенбосем на південь від Тілбурга разом з іншими формуваннями 15-ї армії проти наступаючих 2-ї британської та 1-ї канадської армій. До 8 листопада війська 15-ї армії були відкинуті через Ваал.
18 листопада дивізія була знята з фронту і була перекинута залізницею до Агено. Нові позиції були приблизно в 5 км на південь від Агено. Після невдалої атаки в напрямку Саверна дивізія перейшла в оборону.
Наприкінці грудня наступ в Арденнах, не принісши бажаних результатів, на які сподівалося німецьке верховне командування, був припинений. Тому німці розпочали новий наступ на півночі Ельзасу — операцію «Нордвінд». 256-та фольксгренадерська дивізія була переведена в район Людвігсвінкеля між 28 і 31 грудня. 31 грудня о 23:00 дивізія перейшла в наступ. Протягом наступних днів підрозділи дивізії повільно просувалися вперед, ведучи бої проти союзників, але зрештою опанували висоту на північ від Ліштенберга. Під час наступу дивізія зазнала значних втрат і до 26 січня від дивізії залишилася лише невелика частина.
16 лютого американці перейшли в контрнаступ. 27-28 лютого американські війська прорвали німецьку лінію оборони в напрямку Тріра і Лампадена. На початку березня лівий берег Саара був залишений німцями. 7 березня дивізія була відкинута до рубежу річки Рувер, і її фронт почав сипатися. Рештки дивізії, що перебували під постійними артилерійськими обстрілами та ударами з повітря авіації союзників, 25 березня відійшли від Біркенфельда до Рейну поблизу Шпаєра. До 27 березня залишки дивізії зосередилися в Кірхгаймболандені. Звідти в середині квітня 1945 року дивізія рушила на південь до Тальгайма в Хемніці. Тут те, що вціліло від 256-ї дивізії, відправили на фронт, де згодом їх остаточно знищили.

## Райони бойових дій
- Нідерланди (вересень — грудень 1944);
- Ельзас і Південна Німеччина (грудень 1944 — квітень 1945).

## Командування

### Командири
- генерал-майор Гергард Франц (17 вересня 1944 — 8 квітня 1945);
- генерал-майор Фріц Варнеке (8 квітня — квітень 1945).

### Підпорядкованість
| Час          | Корпус    | Армія | Група армій (округ)                   | Штаб          |
| ------------ | --------- | ----- | ------------------------------------- | ------------- |
| 1944         |           |       |                                       |               |
| вересень     |           |       | Головнокомандування Вермахту «Резерв» | Кенігсбрюк    |
| жовтень      | LXXXIX ак | 15 А  | Група армій «H»                       | Гронінген     |
| 26 листопада | LXXXII ак | 1 А   | Група армій «G»                       | Тілбург       |
| 1945         |           |       |                                       |               |
| січень       | LXXXII ак | 1 А   | Група армій «G»                       | Нижній Ельзас |
| лютий        | LXXXII ак | 1 А   | Група армій «G»                       | Гунсрюк       |
| 12 квітня    | LXXXII ак | 7 А   | Група армій «G»                       | Середній Рейн |

### Склад
| 1944                                     |
| ---------------------------------------- |
| 456-й гренадерський полк                 |
| 476-й гренадерський полк                 |
| 481-й гренадерський полк                 |
| 256-й артилерійський полк                |
| 256-та рота зв'язку                      |
| 256-те дивізійне управління забезпечення |